# Municipio de Harris (Ohio)
El municipio de Harris (en inglés: Harris Township) es un municipio ubicado en el condado de Ottawa en el estado estadounidense de Ohio. En el año 2010 tenía una población de 3018 habitantes y una densidad poblacional de 41 personas por km².

## Geografía
El municipio de Harris se encuentra ubicado en las coordenadas 41°29′11″N 83°15′13″O / 41.48639, -83.25361. Según la Oficina del Censo de los Estados Unidos, el municipio tiene una superficie total de 73.62 km², de la cual 73.17 km² corresponden a tierra firme y (0.6%) 0.44 km² es agua.

## Demografía
Según el censo de 2010, había 3018 personas residiendo en el municipio de Harris. La densidad de población era de 41 hab./km². De los 3018 habitantes, el municipio de Harris estaba compuesto por el 96.29% blancos, el 0.66% eran afroamericanos, el 0.2% eran amerindios, el 0.27% eran asiáticos, el 0.07% eran isleños del Pacífico, el 0.8% eran de otras razas y el 1.72% pertenecían a dos o más razas. Del total de la población el 4.24% eran hispanos o latinos de cualquier raza.